# チュグエフ空軍基地攻撃
チュグエフ空軍基地攻撃 (チュグエフくうぐんきちこうげき、英語: Chuhuiv air base attack) は、2022年ロシアのウクライナ侵攻中の2022年2月24日にウクライナハルキウ州チュグエフで行われた攻撃である。

## 背景
チュグエフ空軍基地はウクライナのハルキウ州のチュグエフにある。この空軍基地にはスタロコスティアンティニフやムィコラーイウの軍用飛行場と同様にバイラクタル TB2が格納されていた。

## 攻撃
ロシア連邦軍によるウクライナ侵攻の開始から数時間後、ロシアのミサイル攻撃がチュグエフ空軍基地を標的とした。攻撃の直後にアメリカの宇宙技術企業のMaxarは、ミサイル攻撃による被害の様子を衛星画像で公開した。オープン・ソース・インテリジェンスの情報によると、この攻撃は燃料貯蔵エリアやその他の空港のインフラストラクチャーに損害を与えた。